# كينتارو سوزوكا
كينتارو سوزوكا (باليابانية: 鈴鹿 源太郎) (مواليد 10 أغسطس 1986)، هو لاعب كرة قدم كان يلعب كمدافع.

## وصلات خارجية
- كينتارو سوزوكا على موقع رابطة كرة القدم اليابانية للمحترفين (اليابانية)